# Tollensesee
Der Tollensesee ist ein See südlich der Innenstadt von Neubrandenburg in Mecklenburg-Vorpommern (Deutschland). Er gehört zum bekannten Urlaubsgebiet und Landschaftsraum der Mecklenburgischen Seenplatte. Der See erstreckt sich bei einer Fläche von 17,9 km² über 10,3 km Länge und 2,4 km Breite. Hydrologisch liegt er im Verlauf der Tollense.

## Geografie
Der Tollensesee liegt im Stadtgebiet von Neubrandenburg und zählt in der Stadtgliederung zum Lindenbergviertel. Er befindet sich zwischen Neubrandenburg im Norden und dem See Lieps im Süden. An den See angrenzende Ortschaften sind Broda, Klein Nemerow, Alt Rehse und Wustrow.
Die größte Tiefe des Tollensesees beträgt ca. 45,6 m. Sie befindet sich etwa auf der halben Längsausdehnung unweit des südöstlichen Seeufers vor Klein Nemerow.
Der Tollensesee ist 10,1 Kilometer lang und bis zu 2,3 Kilometer breit. Wegen der Wasserspiegelhöhe von knapp 15 m ü. NN und seiner Tiefe von 45,6 m zählt er zu den kryptodepressiven Seen.
Inseln im Tollensesee sind die Fischerinsel im äußersten Südwesten vor Wustrow und die künstliche „Trümmerinsel“ vor Neubrandenburg.
Das während der letzten Eiszeit entstandene Gewässer galt lange als Zungenbeckensee. Die Ergebnisse neuerer geologischer Forschungen verweisen jedoch auf die Entstehung des Sees aus einem Tunneltal.

### Gewässernetz
Der längste und mit einem Abfluss von 0,57 m³/s wasserreichste Zufluss des Tollensesees ist der Nonnenbach, oberhalb des Wanzkaer Sees traditionell Warbender Mühlenbach genannt. Als hydrologischer Oberlauf der Tollense wurde jedoch der Zufluss durch die Lieps definiert. Er kommt vom Mürzsee bei Blumenholz. Von der Sandmühle an ist er Teil des historisch-topografisch definierten Ziemenbachs. Von der Lieps zum Tollensesee gibt es mehrere Gräben mit uneinheitlichen Bezeichnungen. Der wichtigste heißt jetzt Liepskanal.
Von der eigentlich erst unterhalb des Tollensesees in die Tollense mündenden Linde zweigt am Rand der städtischen Bebauung ein Kanal namens Gätenbach ab und mündet in den Norden des Tollensesees.
Den Tollensesee verlässt die Tollense in zwei Armen. Der rechte wird bis zur Einmündung des Neubrandenburger Stadtgrabens traditionell Oberbach genannt, anschließend Unterbach. Das Wasser trieb die Vierrademühle an. Der linke Arm, Ölmühlenbach genannt, ging bis vor einigen Jahrzehnten getrennt aus dem See ab, heute zweigt er wenige Meter vom See aus dem Oberbach ab. Beide Tollensearme vereinigen sich nach ca. 1,6 Kilometern.

## Name
Der Name des Tollensesees leitet sich vom slawischen „dolenzia“ = Talniederung, „dol“ oder „dolina“ = Tal her. In einem Spätwerk des Rostocker Theologen Eilhard Lubin (1565–1621) wird der Tollensesee „Olse See“ genannt.

## Geschichte

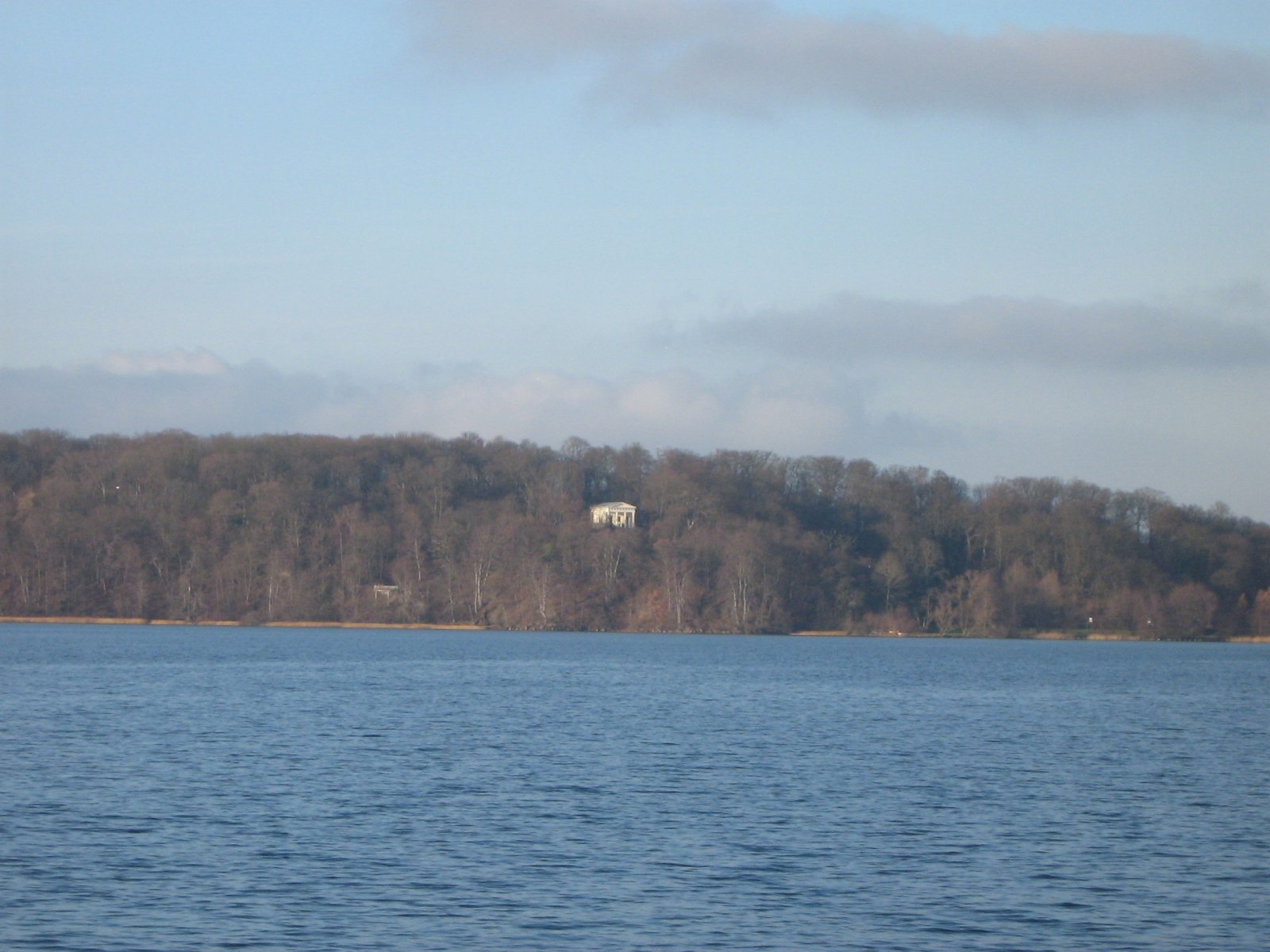
Belvedere (Neubrandenburg)

Im Bereich des Südendes des Tollensesees und der angrenzenden Lieps wird seit mehreren Jahrhunderten die Lage des slawischen Hauptheiligtums Rethra vermutet. Bei den zahlreichen Versuchen, Rethra zu lokalisieren, spielt neben der Lieps die Fischerinsel eine große Rolle. Archäologische Ausgrabungen förderten hier eine massive Kulturschicht aus slawischer Zeit zutage und 1968 wurde ein doppelköpfiges slawisches Holzidol gefunden.
Durch mecklenburgische Verehrer von Alexander von Humboldt wurde in der ersten Hälfte des 19. Jahrhunderts ein Berggipfel am Ostufer des Tollensesees  als Chimborazo benannt – nach einem Vulkan in Südamerika, dessen Erstbesteigung Humboldt versuchte.
Das tempelartige Haus Belvedere entstand im frühen 19. Jahrhundert am nordwestlichen Steilufer des Tollensesees an der Stelle eines schlichten herzoglichen Sommerhauses, welches zuvor abgetragen wurde. In den 1930er Jahren wurde es zum Landesehrenmal für Gefallene des Ersten Weltkriegs umgebaut. Später zum Aussichtspunkt umgestaltet, wird es noch heute so genutzt.
1942 mussten Zwangsarbeiter im See eine künstliche Insel samt großem Gebäude für eine Außenstelle der Torpedoversuchsanstalt (TVA) der Kriegsmarine errichten. Von dieser aus konnten sowohl Unterwasser- als auch Überwasser-Torpedos abgeschossen werden. Zweck der Tests war es, die Treffsicherheit zu verbessern. Explosionen gab es keine, die entschärften Torpedos wurden nach den Tests aus dem Wasser gefischt. Die Teststrecke betrug 8 km. Der Badebetrieb musste dafür nicht eingestellt werden.
Als die Rote Armee näher rückte, wurde der Unterwasserteil der Anlage geflutet und der Rest des Gebäudes in Brand gesteckt. Die Ruine und die ganze künstliche Insel wurden viele Jahre später gesprengt. Übrig geblieben ist eine zugewachsene Doppelinsel, die heute als Trümmerinsel, Torpedoinsel oder TVA bezeichnet wird. Unter Wasser liegen Überreste der Versuchsanlage.
Auch der im Südwesten des Sees gelegene Ort Alt Rehse ist mit der Geschichte des Nationalsozialismus verbunden: Hier wurde 1935 die Führerschule der Deutschen Ärzteschaft eingerichtet, die für die rassenpolitische und erbbiologische Ausbildung der deutschen Ärzteschaft im Sinne des Nationalsozialismus von Bedeutung war.
Im Juli 2023 zeigten Matthias Hempel und Oliver Zimmermann durch eigene Untersuchungen und Messungen, dass der See tiefer ist, als die bis dahin angenommenen 31,2 m. Nach eigenen Messungen bestimmten sie die Tiefe auf 45,6 m. Von offizieller Seite wurde nun begonnen, den See erneut zu vermessen.

## Tourismus

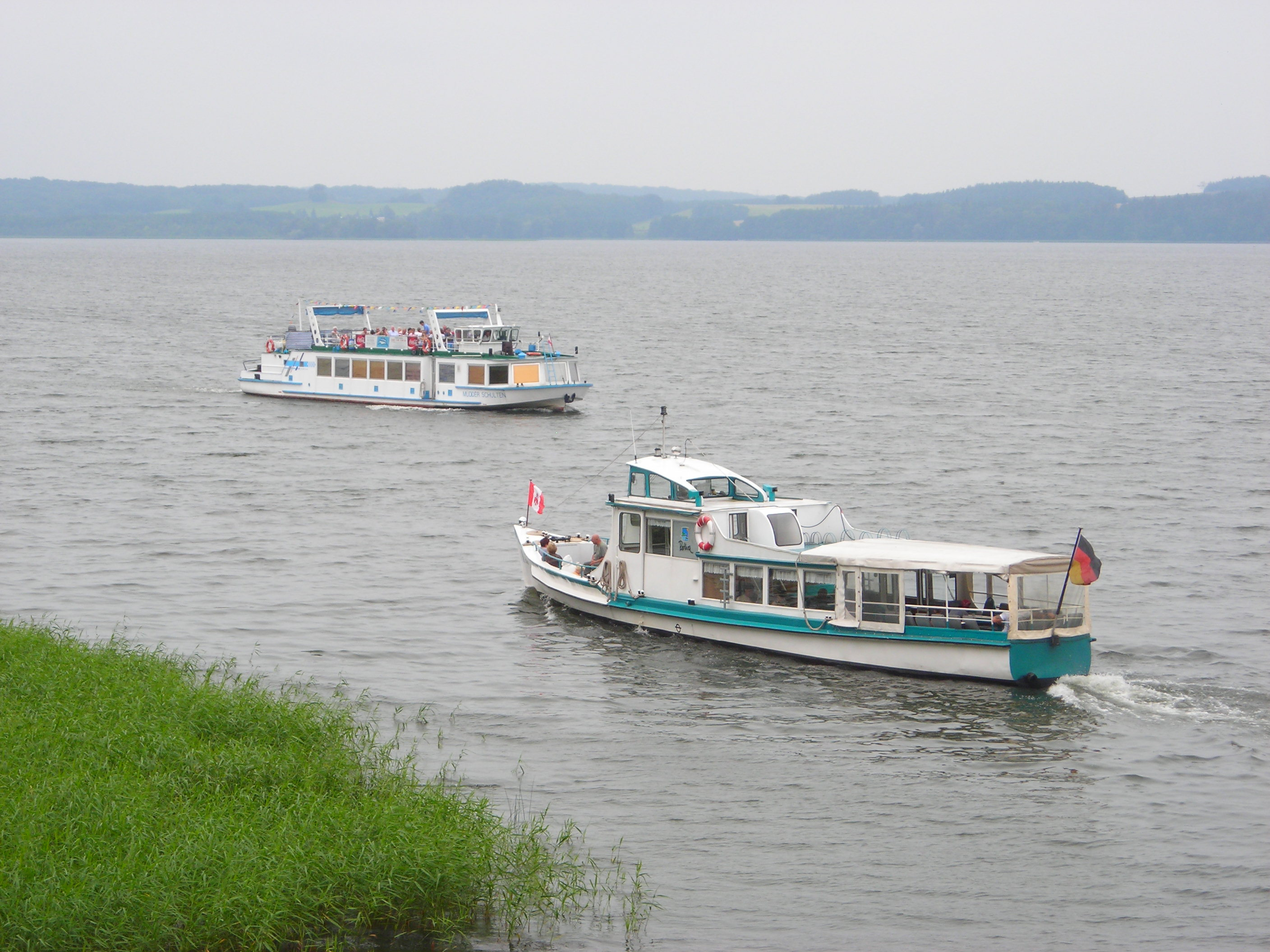
Die Motorschiffe Rethra und Mudder Schulten in der Nähe von Klein Nemerow

- Im nördlichen Bereich des Tollensesees befinden sich große Strandbäder und Wassersportzentren mit Yachthäfen, Segel-, Ruder- und Kanusportvereinen. Der angrenzende Kulturpark Neubrandenburg trennt den See von der bebauten Fläche der Stadt.
- Bei den großen Stränden am Nordwestufer (Broda), am Nordufer (dem so genannten „Freibad“) und am Nordostufer (Augustabad) gibt es Bademöglichkeiten in Neubrandenburg. Der FKK-Strand Buchort im Brodaer Holz und der Strand in Nonnenhof bieten weitere Bademöglichkeiten.
- Um Tollensesee und Lieps führt ein ausgebauter, ca. 35 km langer Fahrradrundweg mit natürlichen und kulturellen Sehenswürdigkeiten. Entlang der Route liegen die Aussichtspunkte Belvedere, das auch für Hochzeiten und kulturelle Veranstaltungen genutzt wird, und Behmshöhe, das ehemalige nationalsozialistische Musterdorf Alt Rehse mit Gutspark und Fachwerkhäusern, das Jagdschloss Prillwitz, das Naturschutzgebiet Nonnenhof, sowie die Dörfer Usadel und Klein Nemerow.
- Im Brodaer Holz am westlichen Ufer befindet sich ein Campingplatz
- Fahrgastschiffe befahren den See linienmäßig und zu Rundfahrten. Schiffsanlegestellen gibt es in Neubrandenburg (Kulturpark-Badehaus), Klein Nemerow, Nonnenhof, Gatsch Eck und in Prillwitz an der Lieps.
- In einigen Orten rund um den See gibt es Ferienwohnungen und Hotels.

## Naturschutz

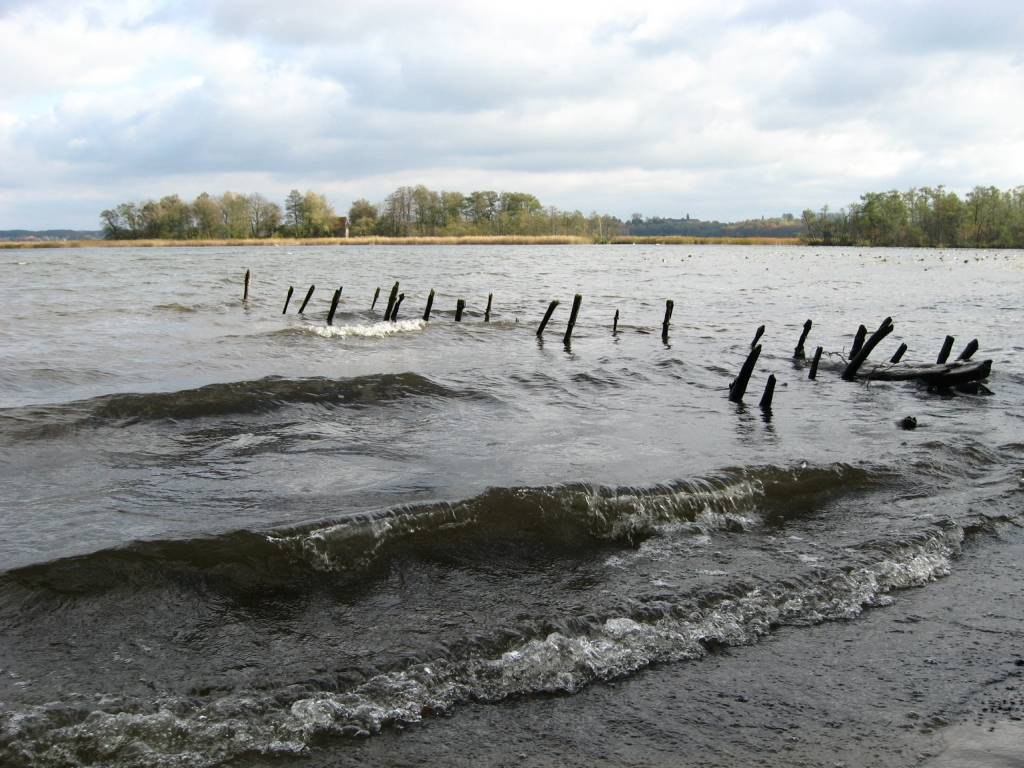
Die Fischerinsel im Südwesten des Sees gehört zum Naturschutzgebiet Nonnenhof

Der südlichste Teil des Tollensesees mit der Fischerinsel gehört zum Naturschutzgebiet Nonnenhof. Der Bereich ist durch Tonnen gekennzeichnet. Der Schiffsanleger in Nonnenhof kann angefahren werden.
Der gesamte See und die angrenzenden Wälder gehören zum 10.440 ha großen Landschaftsschutzgebiet Tollensebecken.